# Dewnarain Poetoe
Dewnarain Poetoe was in de jaren 50 en 60 lid van het Surinaamse parlement.

## Biografie
Hij was als kassier werkzaam bij een filiaal van De Surinaamsche Bank in Nickerie. Op oudjaar 1954 was er een melding van een inbraak bij dat filiaal. Al snel bleek dat er sprake was van een geënsceneerd inbraak in een poging om langdurige fraude te verhullen. Poetoe werd gezien als hoofdverdachte en werd gearresteerd. Hij legde een gedeeltelijke bekentenis af en in mei 1958 werd hij veroordeeld tot een gevangenisstraf van 3,5 jaar met aftrek van 1,5 jaar voorarrest. Bij de verkiezingen een maand later werd hij desondanks in het district Nickerie als NOP-kandidaat verkozen tot lid van de Staten van Suriname. Hij was nog enige tijd parlementslid tot hij in hoger beroep veroordeeld werd tot 3 jaar gevangenisstraf voor zijn rol in de verduistering van 350.000 Surinaamse gulden. Nadat hij het grootste deel van die straf had uitgezeten keerde hij eind 1959 terug in het parlement. In 1963 werd hij herkozen en in 1967 was hij niet verkiesbaar. Bij de verkiezingen van 1969 was hij zonder succes een NPS kandidaat voor het district Nickerie.